# Forgács Antal (színművész)
Dr. Forgács Antal, Fogel Antal Aladár (Kolozsvár, 1899. július 14. – Budapest, Terézváros, 1972. március 24.) színész.

## Életútja
Fogel Antal és Demuth Laura fiaként született. Az egri cisztercita főgimnáziumban érettségizett. Vasúti tisztviselő volt, majd a soproni főiskola kohómérnöki szakosztályába iratkozott be, közben tíz hónapig a nemzeti hadsereg szolgálatában állt. Innen az egri színházi zenekarba állt be vadászkürtösnek, ahol alkalma nyílt a színészetet közelebbről tanulmányozni. 1922-ben mint abszolvált joghallgató tovább képezte magát és beiratkozott a Színészakadémiára, ahonnan a Nemzeti Színház kötelékébe szerződtették, mely intézménynek 1944-ig volt a tagja. Első nagyobb szerepe Madár úr volt a Zenebohócokban. 1929 szeptemberében eljátszotta Ádámot is Az ember tragédiájában. 1930-ban Farkas–Ratkó-díjjal tüntették ki.
1935. december 24-én Budapesten, a Józsefvárosban feleségül vette a nála 15 évvel fiatalabb Novorita Margit Lujzát. Második felesége Kuti Katalin volt, akivel 1940-ben házasodott össze. 1945-ben az igazolóbizottság fél évre eltiltotta. Halálát szívkoszorúér-elzáródás okozta 72 éves korában Budapesten.

## Fontosabb színházi szerepei
- Madár úr (Zilahy Lajos: Zenebohócok)
- Egon (Herczeg Ferenc: A híd)
- Octave (Molière: Scapin furfangjai)
- Ádám (Madách Imre: Az ember tragédiája)
- Davison (Schiller: Stuart Mária)
- Rosencrantz (Shakespeare: Hamlet)
- Molvik (Ibsen: A vadkacsa)
- Ocskay Sándor (Herczeg Ferenc: Ocskay brigadéros)

## Filmszerepei
- Magyar feltámadás (1938–39) – rendőrfőnök
- A cigány (1941)
- A harmincadik… (1942) – orvos